# Электрический потенциал мозга
Биопотенциал мозга — обобщенная характеристика взаимодействия зарядов, находящихся в исследуемой области мозга, с зарядом наложенного на эту область электрода. Количественно биопотенциал измеряется напряжением между электродом и условным нулём (землёй).
Первым, кто сообщил об электрической активности мозга у животных был Ричард Катон в 1875 году. Впервые успешно зарегистрировать электрическую активность мозга человека с помощью поверхностных электродов кожи головы удалось немецкому физиологу Хансу Бергеру в 1929 году.